# إيريك دورم

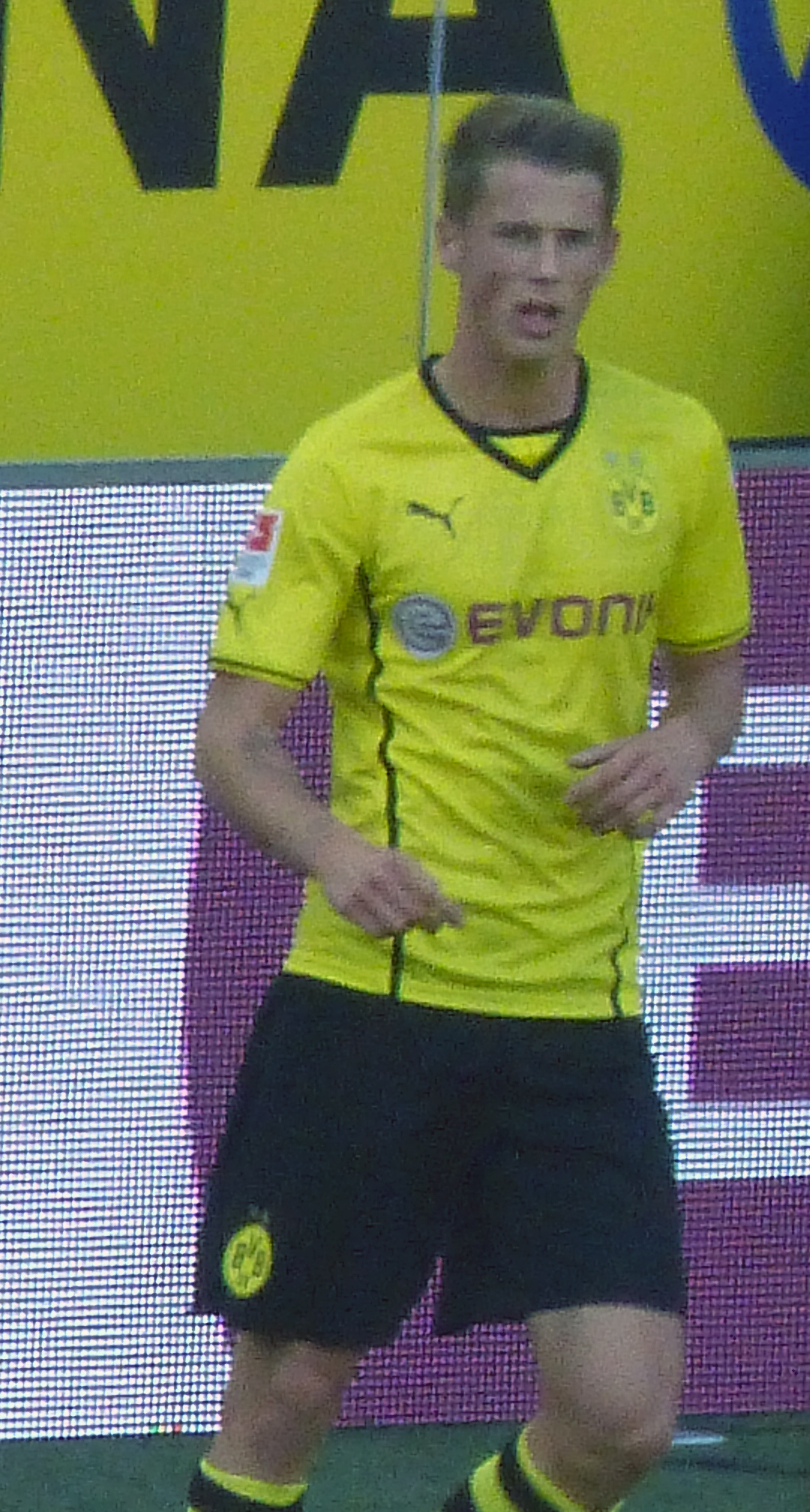
إيريك دورم

إيريك دورم (بالألمانية: Erik Durm) وهو لاعب كرة قدم ألماني في مركز الظهير ولد في يوم 12 مايو 1992 في بلدة بيرمازنز في جنوب غرب ألمانيا يلعب حاليا مع نادي هدرسفيلد تاون كما سبق له اللعب في نادي بوروسيا دورتموند ولعب مع نادي ماينز 05 وساربروكن و رايشويلر . كما لعب مع منتخب ألمانيا تحت 21 سنة. يبلغ طول اللاعب 183 سم.

## مسيرته الكروية
لعب إيريك دورم خلال مسيرته الاحترافية مع 5 أندية في عشرة مواسم وسجل خلالها 17 هدفًا ضمن 162 مباراة. حيث فاز في موسم واحد بالكأس ولم يفز بأي دوري.
خاض إيريك دورم مسيرته مع 1. FSV Mainz 05 II ‏ في موسم 2010–11 ولمدة موسمين، مشاركًا في 33 مباراة سجل خلالها 13 هدفًا. ثم انتقل إلى نادي بوروسيا دورتموند ب في موسم 2012–13 لمدة موسم واحد، حيث شارك في 28 مباراة سجل خلالها هدفين. لينتقل بعدها إلى نادي بوروسيا دورتموند للفورميلا في موسم 2013–14 ليلعب معه خمسة مواسم، مشاركًا في 64 مباراة سجل خلالها هدفين أيضًا. ثم انتقل إلى نادي هدرسفيلد تاون في موسم 2018–19 لمدة موسم واحد، مشاركًا في 28 مباراة ولم يسجل أي هدف. هذا وانتقل لاحقًا إلى نادي آينتراخت فرانكفورت في موسم 2019–20 لمدة موسم واحد، مشاركًا في 9 مباريات ولم يسجل أي هدف أيضًا.

## روابط خارجية
- إيريك دورم على موقع الاتحاد الدولي (مؤرشف)  (الإنجليزية)
- إيريك دورم على موقع الاتحاد الأوربي (الإنجليزية)
- إيريك دورم على موقع قاعدة بيانات كرة القدم.إي يو (الإنجليزية)
- إيريك دورم على موقع بيانات كرة القدم. دي إي (الألمانية)
- إيريك دورم على موقع ناشيونال فوتبول تيمز (الإنجليزية)
- إيريك دورم على موقع Soccerbase.com (لاعب) (الإنجليزية)
- إيريك دورم على موقع Soccerway.com (الإنجليزية)
- إيريك دورم على موقع عالم كرة القدم.نت (الإنجليزية)
- إيريك دورم على موقع كووورة
- إيريك دورم على موقع AS.com (الإسبانية)